# Német női kézilabda-válogatott
A német női kézilabda-válogatott Németország nemzeti csapata, amelyet a Német Kézilabda-szövetség (németül: Deutscher Handballbund) irányít. Az 1993-as világbajnokságon aranyérmet szerzett, az 1994-es Európa-bajnokságon pedig ezüstérmet.

## Részvételei

### Nyári olimpiai játékok
- 1984: 4. hely
- 1992: 4. hely[1]
- 1996: 6. hely[2]
- 2008: 11. hely[3]
- 2024: 8. hely

### Világbajnokság
- 1957 : 4. hely
- 1962 : 8. hely
- 1965 :  Bronz
- 1971 : 5. hely
- 1973 : 11. hely
- 1975 : Nem jutott ki
- 1978 : 8. hely
- 1982 : 9. hely
- 1986 : 7. hely
- 1990 : 4. hely
- 1993:  Arany[4]
- 1995: 5. hely[5]
- 1997:  Bronz[6]
- 1999: 7. hely[7]
- 2001: Nem jutott ki
- 2003: 12. hely[8]
- 2005: 6. hely[9]
- 2007:  Bronz[10]
- 2009: 7. hely[11]
- 2011: 17. hely[12]
- 2013: 7. hely
- 2015: 13. hely
- 2017: 12. hely
- 2019: 8. hely
- 2021: 7. hely
- 2023: 6. hely
- 2025: Kijutott,  mint társrendező

### Európa-bajnokság
- 1994 :  Ezüst[13]
- 1996 : 4. hely[14]
- 1998 : 6. hely[15]
- 2000 : 9. hely[16]
- 2002 : 11. hely[17]
- 2004 : 5. hely[18]
- 2006 : 4. hely[19]
- 2008 : 4. hely[20]
- 2010 : 13. hely[21]
- 2012 : 7. hely[22]
- 2014 : 10. hely
- 2016 : 6. hely
- 2018 : 10. hely
- 2020 : 7. hely
- 2022 : 7. hely
- 2024 : 7. hely

## Szövetségi kapitányok
- Jakob Vestergaard (2015–2016)
- Michael Biegler (2016–2017)
- Henk Groener (2018–2022)
- Markus Gaugisch (2022–)

## Jelenlegi keret
| #  | név                | poszt         | születési hely   | jelenlegi klubja        |
| -- | ------------------ | ------------- | ---------------- | ----------------------- |
| 4  | Alina Grijseels    | irányító      | Wesel            | CSM București           |
| 8  | Nina Engel         | jobbátlövő    | Hildesheim       | HSG Bensheim-Auerbach   |
| 9  | Lisa Antl          | beálló        | Ingolstadt       | BVB Borussia Dortmund   |
| 10 | Mareike Thomaier   | irányító      | Köln             | HB Ludwigsburg          |
| 11 | Xenia Smits        | balátlövő     | Wilrijk          | HB Ludwigsburg          |
| 12 | Dinah Eckerle      | kapus         | Leonberg         | Thüringer HC            |
| 13 | Kathrin Pichlmeier | jobbátlövő    | Hannover         | Thüringer HC            |
| 19 | Nieke Kühne        | balátlövő     | Wolfenbüttel     | HSG Blomberg-Lippe      |
| 20 | Emily Bölk         | balátlövő (c) | Buxtehude        | Ferencvárosi TC         |
| 23 | Annika Lott        | balátlövő     | Henstedt-Ulzburg | Brest Bretagne Handball |
| 24 | Sarah Wachter      | kapus         | Ostfildern       | BVB Borussia Dortmund   |
| 27 | Julia Maidhof      | jobbátlövő    | Aschaffenburg    | SCM Râmnicu Vâlcea      |
| 29 | Antje Döll         | balszélső     | Haldensleben     | HB Ludwigsburg          |
| 30 | Jenny Behrend      | jobbszélső    | Rendsburg        | HB Ludwigsburg          |
| 31 | Alexia Hauf        | balszélső     | Templin          | HSG Blomberg-Lippe      |
| 42 | Katharina Filter   | kapus         | Hamburg          | Brest Bretagne Handball |
| 45 | Jolina Hühnstock   | balszélső     | Schlotheim       | Buxtehuder SV           |
| 77 | Viola Leuchter     | jobbátlövő    | Aachen           | HB Ludwigsburg          |
| 93 | Julia Behnke       | beálló        | Mannheim         | TuS Metzingen           |